# Festival du film grolandais
Le Festival international du film grolandais de Toulouse, dit FIFIGROT, est un festival de cinéma, organisé annuellement au mois de septembre à Toulouse depuis 2012. Il résulte d'un partenariat entre l'équipe de l'émission télévisée française Groland, la chaîne Canal+, et des associations : Ciné Pax à Quend et A Côté à Toulouse.
Le Festival du film Grolandais existait auparavant à Quend dans la Somme entre 2005 et 2009.
Le festival présente une sélection de films (documentaires et fictions, longs et courts métrages). La meilleure définition de ce qu'est un film grolandais vient de Yolande Moreau : « Une rébellion joyeuse ».
La sélection comprend trois sections : la Compète (films en compétition), le Hors Compète (films hors compétition) et la Tri-Trilogie (rétrospective sur trois réalisateurs).
Il comprend également une programmation culturelle dans l'esprit grolandais : librairies, expositions, dédicaces, parade présidentielle, spectacles vivants.

## Festival du film Grolandais de Quend

### 2005
En 2005, la présidente du jury était Élisabeth Quin et le président Guillaume Depardieu.
Présence du groupe de rock Les Fatals Picards.

### 2006
L'édition 2006 aura vu défiler de nombreuses personnalités invitées, dont :
- Albert Dupontel, (président du jury)
- Philippe Vuillemin
- Akhenaton
- Noël Godin
- Bruno Gaccio
- Siné
- Lio
- Fernando Arrabal
- Pierre Carles
- Les Producteurs de Porc, « groupe officiel de la présipauté du Groland »
- Didier Super
- Terry Jones, des Monty Python
- Les Wampas

Le film Borat a reçu l'Amphore d'or 2006.

### 2007
En 2007, le festival a notamment accueilli :
- Yolande Moreau (présidente du jury)
- Jackie Berroyer
- Samuel Benchetrit
- Alain Guiraudie
- Charb
- Jean Marbœuf
- Jean Teulé
- Robin Renucci
- Daniel Mermet
- Jan Bucquoy
- Pascal Rabaté

Palmarès
- Amphore d'or : Nous les Vivants de Roy Andersson
- Prix spécial du jury : J'ai toujours rêvé d'être un gangster de Samuel Benchetrit
- Prix coup de Cœur : Sempre vivu ! de Robin Renucci
- Prix Paul Chapelle (film le plus grolandais) : Tokyo Jim de Jamie Rafn

### 2008
Pour ce voyage cinématographique « décalé » étaient présents Philippe Katerine (qui présidait le jury), Marc Caro (le coréalisateur de Delicatessen), le comédien Serge Larivière (J'ai toujours rêvé d'être un gangster), Augustin Legrand (l’animateur des Enfants de Don Quichotte), la comédienne Jeanne Goupil, l’acteur et réalisateur Xavier Beauvois (Nord, Le Petit Lieutenant, Des hommes et des dieux), l’« entarteur » Noël Godin, le cinéaste Pierre Carles, le journaliste Denis Robert, l’animateur de Canal + Mouloud Achour (« l’avis de … »), le dessinateur Blutch.
Le label Picardie a permis de voir ou revoir plusieurs films tournés en Picardie ou soutenus par la Région dont Louise-Michel le nouveau film de Benoît Delépine et Gustave de Kervern, présenté ici en avant première.
Un hommage a été rendu à Claude Faraldo, le réalisateur, récemment disparu, de Themroc, Bof…, Merci pour le geste.
Au total, une trentaine de longs métrages (et autant de courts métrages) étaient au programme de cette 5e édition du Festival de Quend. Également en marge du Festival, s'est déroulé le Off/short, rassemblement de réalisateurs en devenir. Enfin, l’Orchestre National de Barbès a fermé le ban en musique selon un rituel déjà bien établi depuis la création du Festival en 2005.
Ont également été proposées des expositions avec les œuvres des dessinateurs Rémi Malingrëy et Pascal Rabaté ainsi qu’une librairie grolandaise où ont eu lieu des séances-rencontres avec les auteurs présents.
Palmarès
- Amphore d’or : Louise-Michel de Benoît Delépine et Gustave Kervern
- Prix Michael Kael : Paulo Anarkao de Gérald Touillon
- Prix spécial du Jury : Eldorado de Bouli Lanners
- Prix du docu-fiction : VHS Kaloucha de Nejib Belkadhi
- Prix d’interprétation féminine : Prix collectif remis à toutes les ouvrières picardes du film Louise-Michel de Benoît Delépine et Gustave Kervern
- Prix d’interprétation masculine : Fabrice Addé pour Eldorado de Bouli Lanners

### 2009
- Président du jury : Jean-Pierre Mocky

Palmarès
- Amphore d'or : La Merditude des choses de Felix Van Groeningen (Belgique)
- Prix spécial du jury: Panique au village de V. Patar et S. Aubier (Belgique)
- Prix d'interprétation masculine: La Terre de la folie de Luc Moullet (France)
- Prix découverte: Villemolle 81 de Winshluss (France)

## Festival International du Film Grolandais de Toulouse

### 2012
En 2012, le Festival International du Film Grolandais de Toulouse a lieu du 17 au 23 septembre. Il faisait suite au festival de Quend, arrêté en 2009. Il a été organisé par l'association À Côté, en partenariat avec Canal+.
À l'occasion des 20 ans de Groland, les festivaliers ont pu participer à un défilé d'anniversaire dans les rues de Toulouse, en présence du Président Salengro dans son Bed Force One accompagné de son cortège de dix majorettes avec du poil au pattes, faisant office de repoussoir et de service d'ordre. Sans compter les vingt vierges (dix filles et dix garçons)
Selon un rituel déjà bien établi depuis la création du Festival de Quend, la musique était présente. Des groupes locaux tels que, Merci Tarzan & Keupons des Bois accompagné de Gustave de Kervern ont pu s'exprimer sur la scène de la cour de la Cinémathèque. Un concert de clôture fut organisé place Saint-Sernin avec Les Producteurs de Porcs (Orchestre National du Groland), Brassen's Not Dead, Kassla Datcha...
- Président du jury : Bertrand Blier

Palmarès
- Amphore d'or : Grand Tour, de Jérôme Le Maire (sortie prévue printemps-été 2013)
- Amphore du peuple : Roi du curling, du Norvégien Ole Endresen (sortie le 2 janvier 2013)

### 2013
Le Fifigrot, le Festival International du Film Grolandais de Toulouse, a accueilli près de 6 000 spectateurs dans les salles de cinéma et autant lors des concerts qui ont émaillé la ville[réf. nécessaire].
- Président du jury : Albert Dupontel
- Membres du Grojury : Jackie Berroyer, Frédéric Bézian, Nathalie Coste-Cerdan, Ovidie, Patrick Raynal, Noël Godin et Jean-Pierre Bouyxou.

Palmarès
- Amphore d'or : Workers de José Luis Vallé ;
- Amphore des étudiants : Punk Syndrome de Jani-Petteri Pass et Jukka Kärkkäinen ;
- Amphore du peuple (prix du public) : Ceci est mon corps de Jérôme Soubeyrand ;
- Amphorette d'or : Kwiz de Renaud Callebaut ;
- Prix spécial Michael Kael : Afrik'aïoli, Espigoule se tire ailleurs de Christian Philibert ;
- Prix spécial du président du jury Albert Dupontel : Wrong Cops de Quentin Dupieux ;
- Prix Grollywood : décerné à l’œuvre de l'artiste Guy Brunet dans le film La Fabuleuse histoire de la Paravision de Renée Garaud et Lilian Bathelot.

### 2014
Le Festival International du Film Grolandais de Toulouse fête sa troisième édition.
- Présidente du jury : Nelly Kaplan
- Membres du Grojury : Bruno Gaccio, Christine Masson, Corinne Masiero, Coyote, Joël Séria, Raoul Vaneigem, Noël Godin et Jean-Pierre Bouyxou.

Palmarès
- Amphore d'or : Les Nouveaux Sauvages (Relatos Salvajes) de Damian Szifron
- Amphore des étudiants : The Owners de Adilkhan Yerzhanov
- Amphore du peuple (prix du public) : Indésirables de Philippe Barassat
- Amphorette d'or : Welkom de Pablo Munoz Gomez
- Prix spécial Michael Kael : Il est des nôtres de Jean-Christophe Meurice
- Groprix de littérature grolandaise : La fin du monde a du retard de J.M. Erre

### 2015
Festival du 14 au 20 septembre, avec neuf films en compétition officielle et, notamment, un hommage à Jean Yanne.
- Président du jury : Benoît Poelvoorde.
- Membres du Grojury : Claude Perron, Berth, Jean-Marie Laclavetine, Raymond Defossé et Xavier Mathieu.

Palmarès
- Amphore d’or : The Other Side de Roberto Minervini ;
- Amphore du peuple : The Lobster de Yorgos Lanthimos ;
- Amphore des étudiants de l’ESAV : Tangerine de Sean S. Baker ;
- Amphorette : Quelque chose des hommes de Stéphane Mercurio ;
- Prix Michael Kael : Tranquilou de, par et avec Gérald Touillon ;
- Prix Michael Kael d’interprétation masculine : Noël Godin et Jean-Marc Rouillan pour Faut savoir se contenter de beaucoup de Jean-Henri Meunier ;
- Groprix de littérature grolandaise : Noctuelles de Jacques Calonne.

### 2016
- Président du jury : Pierre Etaix.
- Membres du Grojury : Nadia Khiari, Vincent Lacoste, Yolande Moreau, Jules Édouard Moustic et Jean-Bernard Pouy.

Palmarès
- Amphore d’or : Willy 1er de Ludovic Boukherma, Zoran Boukherma, Marielle Gautier et Hugo P. Thomas ;
- Amphore du peuple : Willy 1er de Ludovic Boukherma, Zoran Boukherma, Marielle Gautier et Hugo P. Thomas ;
- Amphore des étudiants de l’ESAV : Tu doutes, tu perds de Dominique Baumard ;
- Amphorette : Barbara de Yannick Privat ;
- Prix Michael Kael : Barbara de Yannick Privat ;
- Groprix de littérature grolandaise : Moi contre les États-Unis d'Amérique (titre original : The sellout) de Paul Beatty

### 2017
Le festival a lieu du 15 au 24 septembre. La cérémonie de clôture est suivie d'une projection en avant-première de Chiens de Samuel Benchétrit.
- Président du jury : Pierre Salvadori
- Membres du Grojury : Pascale Faure, Blanche Gardin, Daniel Goossens, Pascal Gros, Jean-Hugues Oppel, Daniel Prevost.

Palmarès
- Amphore d’or : Ni juge, ni soumise de Jean Libon et Yves Hinant ;
- Prix spécial du jury : The last family de Jan Matuszynski ;
- Amphore du peuple : Ni juge, ni soumise de Jean Libon et Yves Hinant ;
- Amphore des étudiants de l’ESAV : The last family de Jan Matuszynski ;
- Amphorette : Pétage de Greg Tudéla ;
- Prix Michael Kael : Le viol du routier de Juliette Chenais de Busscher ;
- Groprix de littérature grolandaise : Manuel à l'usage des femmes de ménage de Lucia Berlin ;
- Mention spéciale : Obsessions de Christophe Bier.

### 2018
Le festival a lieu du 14 au 23 septembre. Une soirée hommage a été consacrée au président du Groland Christophe Salengro.
- Président du jury : Philippe Decouflé
- Membres du Grojury : Marc Caro, Andréa Ferréol, Isa, Jean-Claude Saurel, Solène Rigot, Jean-Pierre Bouyxou, Noël Godin.

Palmarès
- Amphore d’or : Pig de Mani Haghighi
- Amphore du peuple : Les Invisibles de Louis-Julien Petit
- Amphore des étudiants de l’ESAV : Dans la terrible jungle de Caroline Capelle et Ombline Ley
- Amphorette : Petite avarie de Léo Hardt et Manon Alirol
- Groprix de littérature grolandaise : Ma Zad de Jean-Bernard Pouy

### 2019
- Le festival a lieu du 20 au 26 septembre. La cérémonie de clôture s'est terminée par un concert de Houba, Monty Picon et Tagada Jones .
  - Dictateur du jury : Jean Dujardin

Palmarès[3]
  - Amphore d’or : Selfie de Tristan Aurouet,Thomas Bidegain,Marc Fitoussi,Cyril Gelblat,Vianney Lebasque
  - Amphore du peuple : Music Hole de Gaëtan Liekens et David Mutzenmacher
  - Amphore des étudiants de l’ESAV : Le Miracle du Saint Inconnu de Alaa Eddine Aljem
  - Amphorette d'or : Vihta de François Bierry
  - Prix Michael Kael : le groupe de musique Houba (groupe)
  - Groprix de littérature grolandaise :
    - Dans la catégorie essai : Natchave de Alain Guyard
    - Dans la catégorie fiction : L’Enfer des masques de Jacques Barbéri

### 2020
- Grande prêtresse : Blanche Gardin
- Palmarès[3]
  - Amphore d’or : L'origine du monde de Laurent Lafitte et Mandibules de Quentin Dupieux
  - Amphore du peuple : Un Triomphe d'Emmanuel Courcol
  - Amphore des étudiants de l’ESAV : Hi, Ai d'Isa Willinger
  - Amphorette d'or : Le Test de Gabrielle Stemmer
  - Prix Michael Kael : Les 4 saisons d'Espigoule de Christian Philibert
  - Groprix de littérature grolandaise : 
    - Dans la catégorie essai : Faut pas prendre les cons pour des gens d'Emmanuel Reuzé et Nicolas Rouhaud
    - Dans la catégorie fiction : Le zizi sous la clôture inaugure la culture de Robert Dehoux

### 2021
- Dictateur du jury : Sylvie Pialat
- Palmarès[3]
  - Amphore d’or : Oranges sanguines de Jean-Christophe Meurisse
  - Amphore du peuple : Debout les femmes de Gilles Perret et François Ruffin
  - Amphore des étudiants de l’ESAV : Les voisins de mes voisins sont mes voisins
  - Amphorette d'or : Sprötch de Xavier Seron
  - Prix Michael Kael : Fils de plouc de Lenny et Harpo Guit
  - Groprix de littérature grolandaise : 22 Leçons de philosophies par et pour les mauvaises filles d'Alain Guyard

### 2022
- Prophète du jury : Bouli Lanners
- Palmarès[3]
  - Amphore d’or : Extro de Naoki Murahashi
  - Amphore du peuple : Les Pires de Lise Akoka et Romane Gueret
  - Amphore des étudiants de l’ESAV : Les Pires de Lise Akoka et Romane Gueret
  - Amphorette d'or : ex æquo Bonne soirée de Antoine Giorgini et Dominique personne de Camille Pernin
  - Prix Michael Kael : Mad in Belgium de Yves Montmayeur
  - Groprix de littérature grolandaise :
    - Dans la catégorie essai : Et s’ouvre enfin la maison close de Nathan Golshem
    - Dans la catégorie fiction : Le rapport chinois de Pierre Darkanian

### 2023
- Premier consul : Noël Godin
- Palmarès[3]
  - Amphore d’or : La Fiancée du poète de Yolande Moreau
  - Mention spéciale : La vie selon Ann de Joanna Arnow
  - Amphore du peuple : La Fiancée du poète de Yolande Moreau
  - Amphore des étudiants de l’ENSAV : Le Syndrome des amours passées d'Ann Sirot et Raphaël Balboni
  - Amphorette d'or : Tondex 2000 de Jean-Baptiste Leonetti
  - Prix Michael Kael : Ilinca Manolache dans N'attendez pas trop de la fin du monde
  - Groprix de littérature grolandaise :
    - Dans la catégorie essai : Brasero (Editions l'Echappée)
    - Dans la catégorie fiction : Casse-Dalle de Jennifer Have

### 2024
- Juryl : Abel et Gordon, Laurent Melki, Ovidie
- Palmarès[3]
  - Amphore d’or : Aimer Perdre de Lenny et Harpo Guit
  - Prix du Jury : Miséricorde de Alain Guiraudie
  - Amphore du peuple : Riverboom de Claude Baechtold
  - Amphore des étudiants de l’ESAV : Aimer perdre de Lenny et Harpo Guit
  - Amphorette d'or : Les mystérieuses aventures de Claude Conseil de Marie-Lola Terver et Paul Jousselin
  - Petite Amphore des Jeunes : Assoiffé de Lisa Sallustio
  - Prix Michael Kael : Mezcal dans Chiennes de Vie de Xavier Seron
  - Groprix de littérature grolandaise : Au Bonheur des Veuves de Samson